# Nagpur
Nagpur är en stad i Vidarbharegionen i den indiska delstaten Maharashtra, nära Indiens geografiska mittpunkt. Den är känd som "apelsinodlingens huvudstad" i Indien. Nagpur är delstatens tredje största stad, efter Bombay och Pune, och folkmängden uppgick till cirka 2,4 miljoner invånare vid folkräkningen 2011, varav ungefär hälften är marathitalande. Storstadsområdet, inklusive Digdoh och Wadi, beräknades ha cirka 2,8 miljoner invånare 2018.
Nagpur är administrativ huvudort för ett distrikt med samma namn som staden, samt en tehsil (en kommunliknande enhet) med namnet Nagpur (Urban). Staden är även huvudort i Nagpurdivisionen bestående av distrikten Bhandara, Chandrapur, Gadchiroli, Gondia, Nagpur och Wardha.

## Historia
Staden grundades under tidigt 1700-tal av Bhakt Buland, en prins av Gonddynastin från furstendömet Deogarh. På 1740-talet tog Marathadynastin kontrollen över Nagpur från Gond. Britterna tog i sin tur över kontrollen från de dåvarande indiska härskarna 1817. När maharadja Raghuji III avled utan arvingar 1853 kom staden under direkt brittiskt styre (jfr Dalhousie, doctrine of lapse).
1861 blev Nagpur huvudstad för de brittiska Central Provinces. 1867 byggdes järnväg till staden. Vid den indiska självständigheten 1947 blev Nagpur huvudstad för delstaten Madhya Bharat. Vid ombildningen av delstaten 1960 förlorade man denna status. 